# Aaron Wan-Bissaka
Aaron Wan-Bissaka (Londen, 26 november 1997) is een Engels-Congolees voetballer die doorgaans speelt als rechtsback. In augustus 2024 verruilde hij Manchester United voor West Ham United.

## Clubcarrière
Wan-Bissaka speelde vanaf 2008 in de jeugdopleiding van Crystal Palace. Zijn debuut in het eerste elftal maakte de vleugelverdediger op 25 februari 2018. Op die dag werd in eigen huis met 0–1 verloren van Tottenham Hotspur door een treffer van Harry Kane. Wan-Bissaka mocht van coach Roy Hodgson in de basis beginnen en hij speelde de volledige negentig minuten mee. In april 2018 tekende de Engelsman een nieuw contract bij Crystal Palace, dat zou lopen tot medio 2022.
In de zomer van 2019 maakte de rechtervleugelverdediger voor een bedrag van circa vijfenvijftig miljoen euro de overstap naar Manchester United, waar hij zijn handtekening zette onder een verbintenis voor de duur van vijf seizoenen, met een optie op een jaar extra. Vanaf het seizoen 2019/20 kreeg hij direct grotendeels een basisplaats bij zijn nieuwe club. Zijn eerste doelpunt in de Premier League volgde op 17 oktober 2020, op bezoek bij Newcastle United. Die ploeg kwam op voorsprong door een eigen doelpunt van Luke Shaw, waarna Harry Maguire voor rust gelijkmaakte. In de laatste tien minuten van het duel liep Manchester United uit naar een ruime overwinning door doelpunten van Bruno Fernandes, Wan-Bissaka en Marcus Rashford: 1–4. De optie in zijn contract werd begin 2024 gelicht, waardoor hij tot medio 2025 kwam vast te liggen.
Wan-Bissaka mocht in de zomer van 2024 vertrekken bij Manchester United; voor een bedrag van circa 17,6 miljoen euro nam competitiegenoot West Ham United de vleugelverdediger over. Bij de Londense club tekende hij een contract voor zeven seizoenen.

## Clubstatistieken
| Seizoen | Club              | Competitie     | Competitie | Competitie | Beker | Beker | Internationaal | Internationaal | Totaal | Totaal |
| Seizoen | Club              | Competitie     | Wed.       | Dlp.       | Wed.  | Dlp.  | Wed.           | Dlp.           | Wed.   | Dlp.   |
| ------- | ----------------- | -------------- | ---------- | ---------- | ----- | ----- | -------------- | -------------- | ------ | ------ |
| 2017/18 | Crystal Palace    | Premier League | 7          | 0          | 0     | 0     | —              | —              | 7      | 0      |
| 2018/19 | Crystal Palace    | Premier League | 35         | 0          | 4     | 0     | —              | —              | 39     | 0      |
| 2019/20 | Manchester United | Premier League | 35         | 0          | 6     | 0     | 5              | 0              | 46     | 0      |
| 2020/21 | Manchester United | Premier League | 34         | 2          | 5     | 0     | 15             | 0              | 54     | 2      |
| 2021/22 | Manchester United | Premier League | 20         | 0          | 0     | 0     | 6              | 0              | 26     | 0      |
| 2022/23 | Manchester United | Premier League | 19         | 0          | 9     | 0     | 6              | 0              | 34     | 0      |
| 2023/24 | Manchester United | Premier League | 22         | 0          | 5     | 0     | 3              | 0              | 30     | 0      |
| 2024/25 | West Ham United   | Premier League | 0          | 0          | 0     | 0     | —              | —              | 0      | 0      |
| Totaal  | Totaal            | Totaal         | 172        | 2          | 29    | 0     | 35             | 0              | 236    | 2      |

Bijgewerkt op 14 augustus 2024.

## Erelijst
| EFL Cup | 1 | 2022/23 |